# Río Pascua
El Río Pascua es una corriente de agua ubicada en la provincia Capitán Prat, Región de Aysén del General Carlos Ibáñez del Campo, Chile. A pesar de ser un río de corto tamaño, su hoya hidrográfica es la séptima de mayor importancia en el país debido al gran tamaño del lago O'Higgins/San Martín, donde se origina.
Limita al norte con la cuenca del río Bravo (Mitchell), al oriente con el Río Chico (Santa Cruz), al sur y al oeste con el campo de hielo patagónico sur.

## Trayecto
Nace en el brazo noroccidental del lago O'Higgins/San Martín en forma de pequeño torrente, en una zona rodeada de cerros de más de 1000 metros de altura, los cuales poseen profundos cañadones con ventisqueros que desaguan al lago o al río.
El río corre a gran velocidad formando diversos rápidos hasta formar una cascada al caer al lago Chico. Al salir de dicho lago, el río toma una nueva cascada y sigue a alta velocidad, lo que impide cualquier tipo de navegación sobre sus aguas. El río Quiroz, nacido del glaciar homónimo, desemboca por la ribera izquierda del río, lo que permite el ensanchamiento del río en un valle de cerca de 10 kilómetros de ancho, permitiendo la aparición de grandes meandros y algunas zonas pantanosas y turbosas.
Tras 67 kilómetros de recorrido, el río Pascua desemboca en un amplio delta en el fiordo Steele, luego de una última zona de rápidos.

## Caudal y régimen
Sus curvas de variación estacional muestran un claro aumento del caudal en los meses de verano, producto de los deshielos.

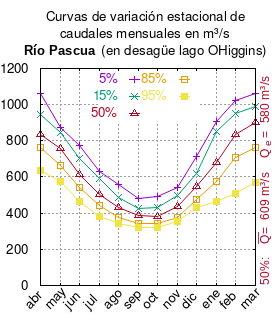
Curvas de variación estacional del río Pascua en el desagüe del Lago O'Higgins.

El caudal del río (en un lugar fijo) varía en el tiempo, por lo que existen varias formas de representarlo. Una de ellas son las curvas de variación estacional que, tras largos periodos de mediciones, predicen estadísticamente el caudal mínimo que lleva el río con una probabilidad dada, llamada probabilidad de excedencia. La curva de color rojo ocre (con {\displaystyle {\color {Red}\vartriangle }}) muestra los caudales mensuales con probabilidad de excedencia de un 50%. Esto quiere decir que ese mes se han medido igual cantidad de caudales mayores que caudales menores a esa cantidad. Eso es la mediana (estadística), que se denota Qe, de la serie de caudales de ese mes. La media (estadística) es el promedio matemático de los caudales de ese mes y se denota {\displaystyle {\overline {Q}}}. 
Una vez calculados para cada mes, ambos valores son calculados para todo el año y pueden ser leídos en la columna vertical al lado derecho del diagrama. El significado de la probabilidad de excedencia del 5% es que, estadísticamente, el caudal es mayor solo una vez cada 20 años, el de 10% una vez cada 10 años, el de 20% una vez cada 5 años, el de 85% quince veces cada 16 años y la de 95% diecisiete veces cada 18 años. Dicho de otra forma, el 5% es el caudal de años extremadamente lluviosos, el 95% es el caudal de años extremadamente secos. De la estación de las crecidas puede deducirse si el caudal depende de las lluvias (mayo-julio) o del derretimiento de las nieves (septiembre-enero).

## Historia
El río Pascua fue descubierto por la exploración del alemán Hans Steffen en 1898 en las fechas cercanas a Navidad (de allí el origen de su nombre).: 579 
Luis Risopatrón lo describe en su Diccionario Jeográfico de Chile de 1924:: 637 
Pascua (Rio) 48° 10' 73° 10'. Sale del estremo NW del brazo del Desahue, del lago San Martin, en forma de un torrente de escasas decenas de metros de ancho; pasa por la laguna Bórquez, sigue angosto por un nuevo trecho, se ensancha nuevamente en una parte en que se le puede balsear i continúa torrencialmente por mas de 10 kilómetros, en un lecho de peñascos, entre dos paredes cortadas a pique, con una serie de cascadas. Recibe del N el desahue de la laguna Quetru i se dirije después al SW, en un espacio de mas de 30 kilómetros, con un ancho de 30 a 200 m, 1,5 m de profundidad i velocidades que llegan hasta 8 i 9 km por hora, trecho que se puede navegar en botes; baña un espacioso valle, de 1 a 3 km de ancho, cubierto de espesos bosques de coihues, raulíes, cipreses i tepúes i con mucho colihue, mechai, calafate, chaura, romero etc, a no mas de 2 m sobre el nivel normal de las aguas, valle que es inundado frecuentemente después de dos o mas dias de lluvia. En la parte inferior el rio corre dividido en un sinnúmero de brazos, que se estrellan ya contra una o la otra banda del valle i recibe del S un afluente considerable, que aporta los deshielos de un ventisquero; desagua en varios brazos, con un gasto medio aproximado de 300 m³ por segundo, en el estero Steele, del estuario Calen, donde presenta un cordón litoral. Las lluvias se suceden en la rejion en el 25% de los dias de verano, en cuya temporada no se puede contar sino con un tercio de dias regularmente buenos; su valle no ofrece mas de 50 hectáreas de terrenos aprovechables para el cultivo i la ganadería. Se estima su hoya hidrográfica en 15 340 km² de superficie. El nombre le fué puesto por Steffen, por haber sido descubierto tres dias ántes de la Pascua de Navidad de 1898. 1, XXIV, p. 4 i 26 i carta 103 (1903); 121, p. 23, 48 vista. 51, 63, 66, 76, 168 i 185; 134; i Í56; rio en 111, II, p. 348 i 351 i carta de Steffen (1909); i Toro en 154.

## Población, economía y ecología
Debido a sus condiciones hidrográficas, el río Pascua tiene un potencial hídrico de gran importancia. Existen planes de Endesa de instalar centrales hidroeléctricas a lo largo del cauce, pero la propuesta fue retirada por falta de apoyo en la población.